# 4-tert-ブチルカテコール
4-tert-ブチルカテコール（英: 4-tert-Butylcatechol、略称 TBC）はカテコールの誘導体の一つで、化学式C10H14O2の有機化合物である。4-tert-ブチルピロカテコールとも呼ばれる。

## 用途
スチレン、ブタジエンなど重合性モノマーの重合禁止剤、ポリマーや油脂、金属石鹸等の酸化防止剤、トリクロロエチレンなどの塩素化炭化水素の安定剤、また可塑剤製造時の添加剤としても使用される。

## 製造
カテコールとメチルtert-ブチルエーテルを反応させることにより得られる。

## 性質
可燃性・揮発性のある固体で、わずかなフェノール臭がある。水には溶けにくい。